# Znikające działo

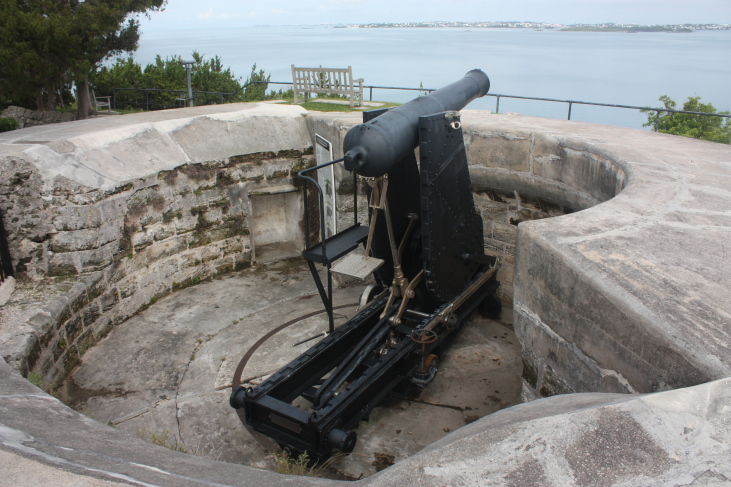
Brytyjskie odprzodkowe znikające działo 64-funtowe na Bermudach

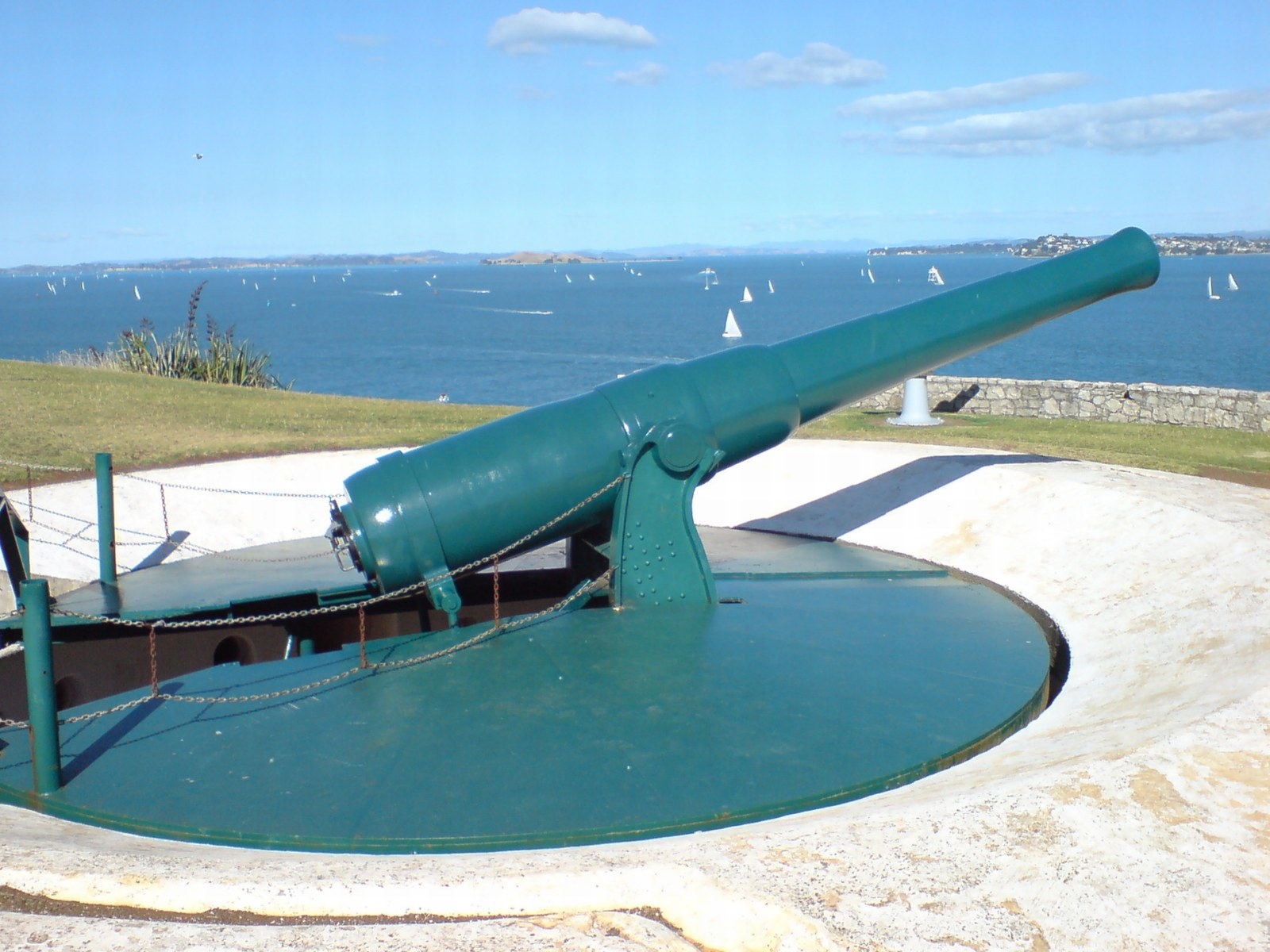
Znikające działo 8-calowe w Devonport, Nowa Zelandia

Znikające działo – działo montowane na „znikającej podstawie”; typ dział używanych w przeszłości, których cechą była możliwość ukrycia ich przed bezpośrednim ogniem przeciwnika i obserwacją. W ogromnej większości tych konstrukcji podstawa działa umożliwiała – po oddaniu strzału – obrócenie go lufą do tyłu, a następnie opuszczenie poniżej parapetu ochronnego, bądź też w zabezpieczone wałem zagłębienie w gruncie. W nielicznych przypadkach były to barbety zamontowane na wciąganych platformach. W każdym przypadku mechanizm obniżał działo tak, że przestawało być widoczne i narażone na bezpośrednie trafienie ogniem przeciwnika w czasie ponownego ładowania. Ułatwiało to również samo ładowanie, co było szczególnie ważne w działach ładowanych odprzodkowo. Była to wprawdzie zaleta, jednak mechanizm podstawy był skomplikowany, co prowadziło do częstych awarii. W Stanach Zjednoczonych znikające działa zostały wycofane z użycia we wczesnych latach dwudziestych XX wieku. Najpóźniej, bo w roku 1940, zlikwidowano znikające działa w Szwajcarii, gdzie sześć dział 120 mm służyło do obrony fortyfikacji górskich.
Pierwsze takie konstrukcje stosowano w działach oblężniczych, ale z biegiem czasu zaczęto ich używać w bateriach stacjonarnych, przede wszystkim obrony wybrzeża. Zwykle były obniżane poza parapet siłą własnego odrzutu, zaś przed kolejnym strzałem obsługa przesuwała mechanicznie środek ciężkości działa ku przodowi, a układ sprężynowy podnosił je z powrotem do pozycji strzeleckiej. W niektórych znikających działach stosowano w tym celu sprężone powietrze, a kilka skonstruowano tak, by były podnoszone przy użyciu pary.

## Historia
Wynalazcą znikających dział był w latach sześćdziesiątych XIX wieku brytyjski oficer Alexander Moncrieff, który wykorzystał swe spostrzeżenia z okresu wojny krymskiej, by usprawnić istniejące lawety dział tak, by móc podnosić działa ponad parapet po załadowaniu za osłoną. Kluczem pomysłu było zastosowanie przeciwwagi i systemu sprężyn. Moncrieff zachwalał swój wynalazek jako niedrogi i wkrótce zbudował podstawę działa alternatywną dla dotychczasowych konstrukcji.
W końcu lat osiemdziesiątych XIX wieku Amerykanie Adelbert Buffington i William Crozier udoskonalili projekt, dodając wspomagający przeciwwagę podnośnik hydro-pneumatyczny. Podstawa Buffingtona–Croziera (1893) była szczytowym osiągnięciem w rozwoju znikających dział i była wykorzystywana do montowania dział o maksymalnym kalibrze 16 cali. Działa te były bardzo popularne przez jakiś czas w Imperium Brytyjskim, Stanach Zjednoczonych i wielu innych krajach.

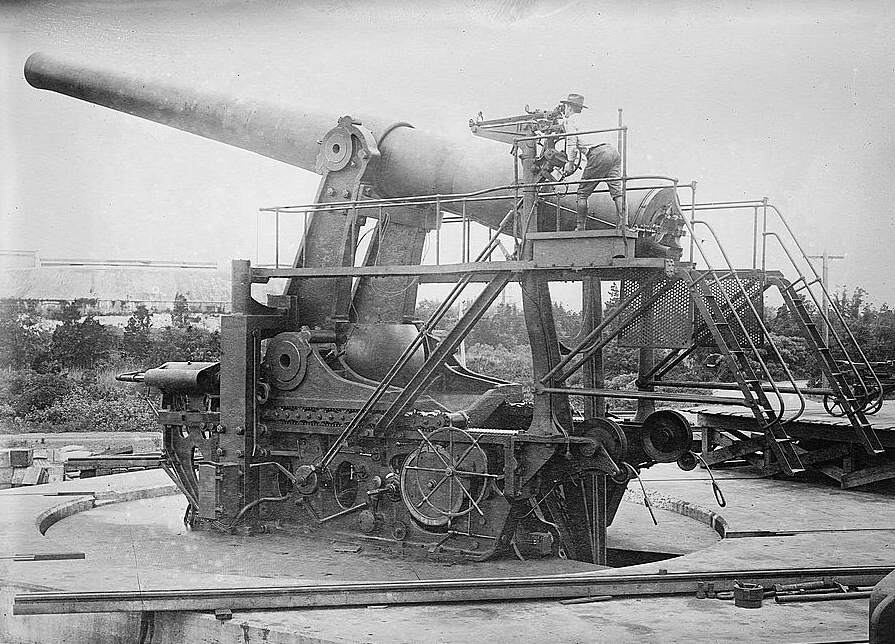
14-calowe działa Fortu Hancock w New Jersey

Seria prób, przeprowadzanych w latach dziewięćdziesiątych XIX wieku przez RNZN w Nowej Zelandii (gdzie kupiono i zamontowano liczne znikające działa jako rezultat kryzysu afgańskiego z roku 1885), dowiodła jednak, że trafienie z dział okrętowych niewielkiej instalacji nadbrzeżnej jest właściwie niemożliwe, najwyżej przez przypadek. W rezultacie, wobec wątpliwości co do ich efektywności, w Nowej Zelandii zaprzestano produkcji i montażu drogich znikających podstaw.
Otwarte działobitnie wprawdzie sprawdziły się w walce z okrętami, okazały się jednak bezbronne w razie ataku z powietrza. Po I wojnie światowej baterie dział artylerii nadbrzeżnej umieszczano w betonowych schronach dla ochrony (Linia Maginota, Wał Atlantycki) lub ukrywano pod siatkami maskującymi (Bateria Laskowskiego na Helu). British Army uznała znikające działa za przestarzałe w roku 1912 i tylko w niektórych krajach, przede wszystkim w USA, produkowano je do początków I wojny światowej, a użytkowano jeszcze w czasie II wojny.

## Inne rozwiązania

### Bateria podnoszonych dział
Jedynym w swoim rodzaju i jeszcze bardziej skomplikowanym typem znikających dział była Bateria Pottera w Forcie Hancock na Sandy Hook, New Jersey. Zbudowana w 1892 roku panowała nad podejściami do zatoki nowojorskiej. Podstawy dwóch 12-calowych dział w barbetach opuszczane i podnoszone były nie na sprężynach, a na niezależnych podnośnikach hydraulicznych, które mogły unieść 110-tonową konstrukcję na wysokość 4,27 m, pozwalając prowadzić ogień ponad parapetem baterii. Po strzale działo było opuszczane celem przeładowania z użyciem hydraulicznych wyciorów i urządzenia podającego pocisk. Wprawdzie cały proces zajmował dużo czasu, nie pozwalając na oddanie strzału częściej niż co trzy minuty, jednak konstrukcja baterii dawała działom nieograniczone pole rażenia.
Bateria Pottera wymagała, celem podnoszenia i opuszczania dział, ogromnego oprzyrządowania, w tym kotłów, pomp sprężających parę i dwóch akumulatorów. W związku z tym, że pary nie dało się wytworzyć szybko, kotły Pottera pracowały non stop w czasie swego 14-letniego istnienia, znacząco podnosząc koszt. Gdy zatwierdzono podstawy Buffingtona-Croziera United States Army porzuciła plany budowy kilku dodatkowych baterii podnoszonych dział.

### Artyleria okrętowa
W pewnym okresie doszło do prób zastosowania wynalazku również w artylerii okrętowej. Brytyjski pancernik HMS Temeraire został oddany do służby w 1877 roku z dwoma znikającymi działami, które chowane były w barbety. Było to spowodowane dążeniem do połączenia zdolności dział obrotowych, obejmujących szerokie pole rażenia, z ochroną, jaką dawała nowa technika. Podobną konstrukcję zastosowano nieco później na pierwszym rosyjskim okręcie pancernym typu Jekaterina II. Bardzo prawdopodobne, że nasycenie powietrza słoną wodą oraz ciągłe kołysanie i przegłębianie okrętu na wzburzonym morzu mogły powodować niesprawność tych skomplikowanych mechanizmów.
Chowane pod pokładem działa stosowane bywały także w statkach-pułapkach. W takich przypadkach działo osłaniano lub chowano pod pokładem, by zakamuflować rzeczywiste przeznaczenie jednostki.